# Challenger de Seúl
EL Seoul Open Challenger es un torneo profesional de tenis. Pertenece al ATP Challenger Tour. Se juega desde el año 2000 sobre superficie dura, en Seúl, Corea del Sur.

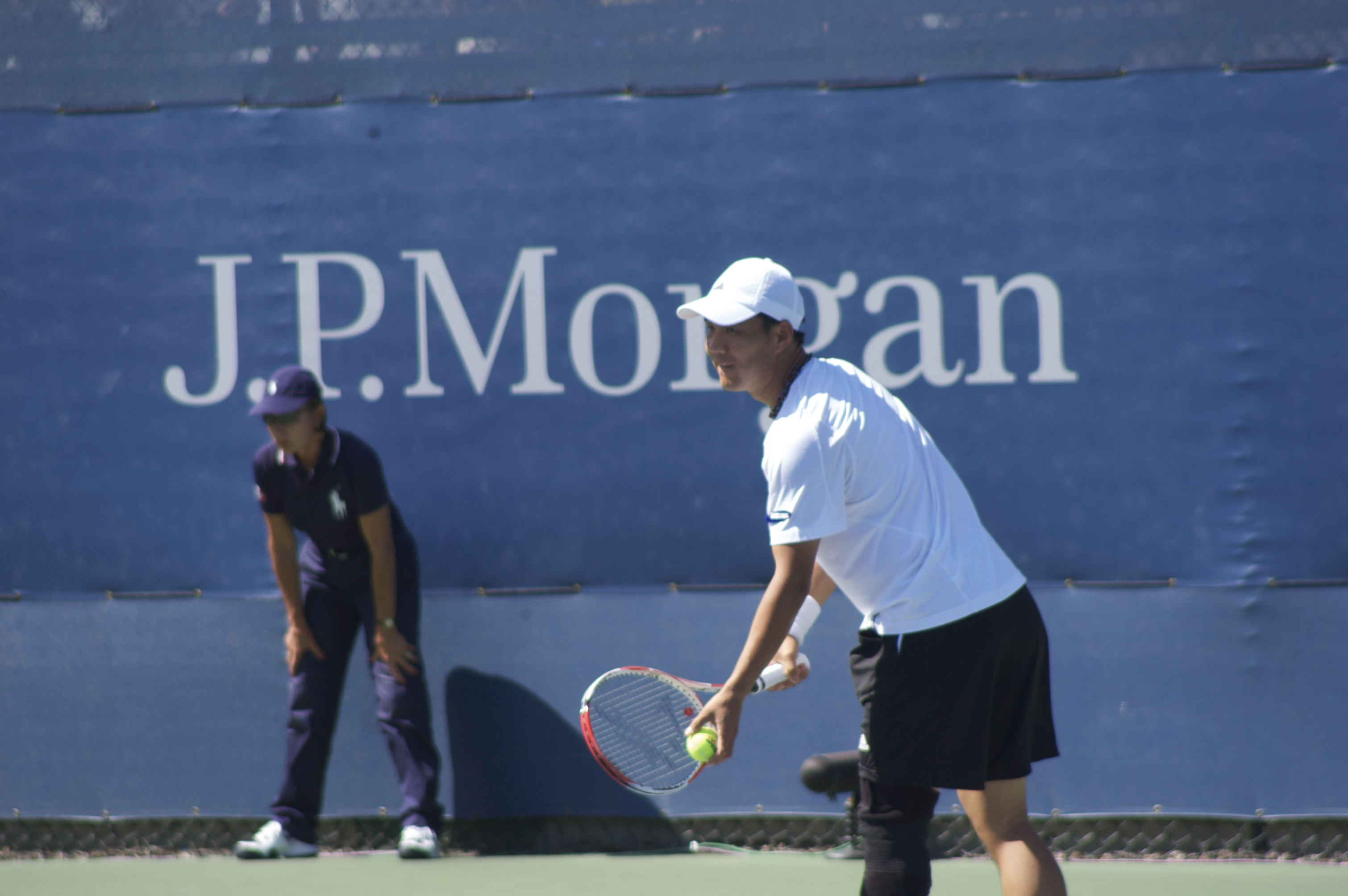
El jugador coreano Lee Hyung-taik ha ganado 7 títulos en este torneo, siendo el más laureado.

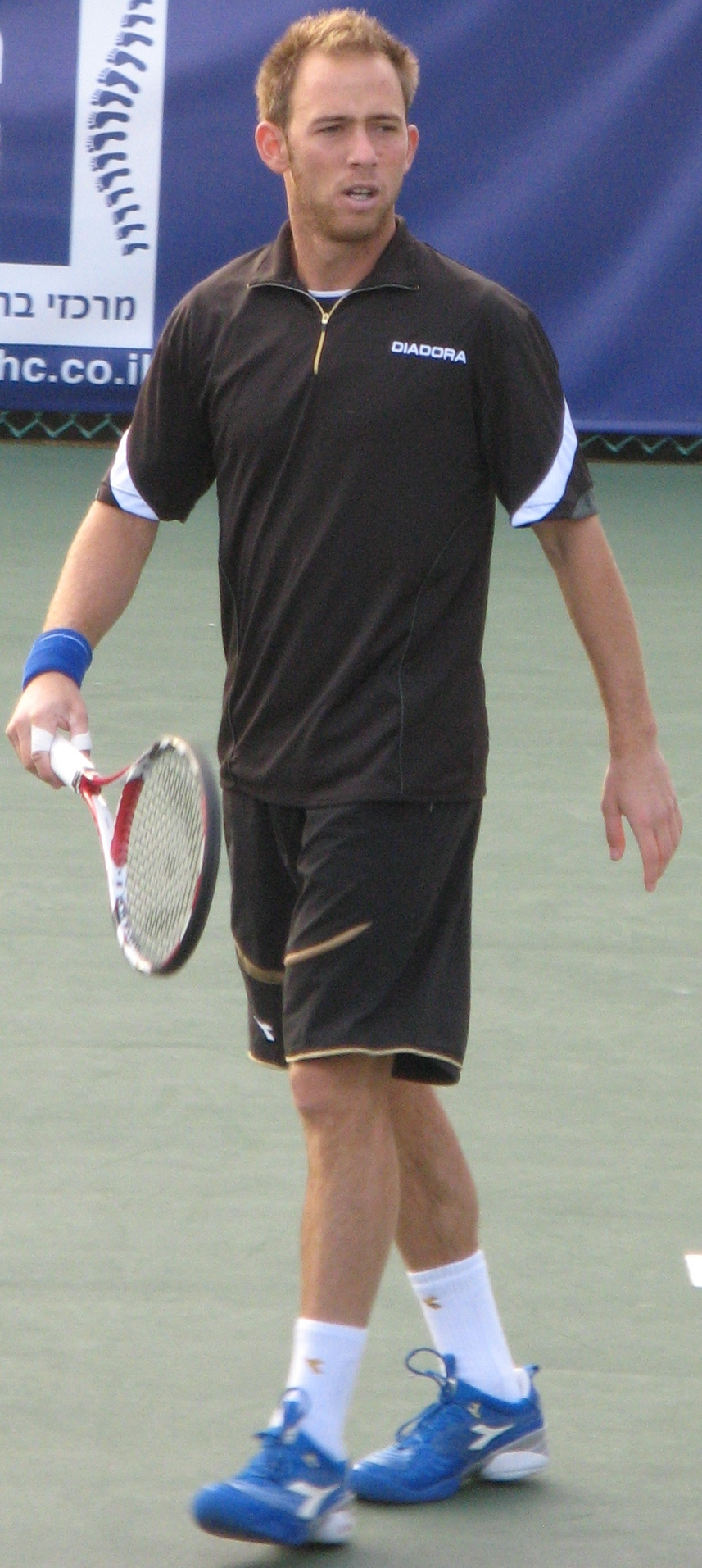
El israelí Dudi Sela, ganador del torneo en 2007.

## Palmarés

### Individuales
| Año  | Campeón         | Finalista               | Resultado        |
| ---- | --------------- | ----------------------- | ---------------- |
| 2013 | Dušan Lajović   | Julian Reister          | Walkover         |
| 2012 | Lu Yen-hsun     | Yūichi Sugita           | 6–3, 7–6(4)      |
| 2011 | Lu Yen-hsun     | Jimmy Wang              | 7-5, 6-3         |
| 2010 | Lu Yen-hsun     | Kevin Anderson          | 6-3, 6-4         |
| 2009 | Lukáš Lacko     | Dušan Lojda             | 6-4, 6-2         |
| 2008 | Lee Hyung-taik  | Ivo Minář               | 6-4, 6-0         |
| 2007 | Dudi Sela       | Konstantinos Economidis | 6-4, 6-4         |
| 2006 | Lee Hyung-taik  | Björn Phau              | 6-2, 6-2         |
| 2005 | Lee Hyung-taik  | Nicolas Thomann         | 4-6, 6-1, 7-6(6) |
| 2004 | Lee Hyung-taik  | Jean-René Lisnard       | 3-6, 7-5, 6-2    |
| 2003 | Lee Hyung-taik  | Dennis van Scheppingen  | 6-3, 6-3         |
| 2002 | Werner Eschauer | Igor Kunitsyn           | 6-2 retiro       |
| 2001 | Lee Hyung-taik  | Gouichi Motomura        | 6-3, 6-4         |
| 2000 | Lee Hyung-taik  | Radek Štěpánek          | 6-4, 6-4         |

### Dobles
| Año  | Campeones                             | Finalistas                            | Resultado           |
| ---- | ------------------------------------- | ------------------------------------- | ------------------- |
| 2013 | Marin Draganja Mate Pavić             | Lee Hsin-han Peng Hsien-yin           | 7–5, 6–2            |
| 2012 | Lee Hsin-han Peng Hsien-yin           | Lim Yong-Kyu Nam Ji-Sung              | 7–6(3), 7–5         |
| 2011 | Sanchai Ratiwatana Sonchat Ratiwatana | Purav Raja Divij Sharan               | 6–4, 7–6(3)         |
| 2010 | Rameez Junaid Frank Moser             | Vasek Pospisil Adil Shamasdin         | 6–3, 6–4            |
| 2009 | Rik de Voest Lu Yen-hsun              | Sanchai Ratiwatana Sonchat Ratiwatana | 7-6(5), 3-6, [10-6] |
| 2008 | Łukasz Kubot Oliver Marach            | Sanchai Ratiwatana Sonchat Ratiwatana | 7-5, 4-6, [10-6]    |
| 2007 | Rik de Voest Lu Yen-hsun              | Sanchai Ratiwatana Sonchat Ratiwatana | 6-3, 7-5            |
| 2006 | Alexander Peya Björn Phau             | Florin Mergea Danai Udomchoke         | 6-4, 6-2            |
| 2005 | Alexander Peya Björn Phau             | Rik de Voest Łukasz Kubot             | 0-6, 6-4, [10-7]    |
| 2004 | Ashley Fisher Robert Lindstedt        | Johan Landsberg Thomas Shimada        | 7-5, 7-6(0)         |
| 2003 | Alex Kim Lee Hyung-taik               | Alex Bogomolov Jr. Jeff Salzenstein   | 1-6, 6-1, 6-4       |
| 2002 | Jaymon Crabb Mark Nielsen             | Federico Browne Rogier Wassen         | retiro              |
| 2001 | František Čermák Jaroslav Levinský    | Yves Allegro Marco Chiudinelli        | 5-7, 7-6(8), 6-3    |
| 2000 | Tim Crichton Ashley Fisher            | František Čermák Ota Fukárek          | 6-4, 6-4            |